# Badisches Tagblatt
Badische Tagblatt (BT) est un journal quotidien allemand local diffusé à Baden-Baden et l'arrondissement de Rastatt, dans le Land de Bade-Wurtemberg.

## Histoire
Le Badisches Tagblatt est né de la fusion des journaux Südwest-Echo (Rastatt) et du Badener Tagblatt (Baden-Baden) en 1951. Ce dernier fut fondé en 1811 sous le nom d’Anzeigenblatt für die Großherzogliche Stadt Baden en tant que journal thermal et publicitaire. En 1941, le journal n'est plus autorisé à paraître en raison de la guerre ; il est alors distribué sous le nom du Völkischer Beobachter. En août 1945, le Badener Tagblatt est le premier quotidien de la zone d'occupation française à recevoir une licence. Le Südwest-Echo remonte au Rastatter Wochenblatt de 1803.
Le 11 mai 2021, des projets de fusion du Badische Tagblatt et du Badische Neuesten Nachrichten sont annoncés, des échanges de contenus commencent. Depuis le 23 mai 2022, les articles des deux journaux sont publiés uniquement en ligne sur le site du BNN. Depuis le 1er juillet 2023, le Badisches Tagblatt est publié sous la marque parapluie du Badische Neuesten Nachrichten.
Les produits d'édition sont imprimés de mi-2014 au 30 juin 2023 dans la filiale de l'éditeur, Badisches Druckhaus Baden-Baden GmbH. Depuis le 1er juillet 2023, le journal est imprimé à l'imprimerie du Badische Neuesten Nachrichten à Karlsruhe-Neureut.